# Васконселос, Габриэл
Габриэ́л Васконсе́лос Ферре́йра (порт.-браз. Gabriel Vasconcellos Ferreira; род. 27 сентября 1992, Унаи) — бразильский футболист, вратарь клуба «Коритиба», выступающий на правах аренды за «Жувентуде».

## Карьера
Васконселос родился в Унаи, штат Минас-Жерайс и начал футбольную карьеру в юношеской команде клуба «Крузейро». В сезонах 2010 и 2011 годов четыре раза попадал в заявку основной команды, включая игру в победном сезоне Лига Минейро 2011.
Перед началом сезона 2012/2013 объявил о подписании голкипера. В течение года не провёл ни одного официального матча, 19 октября 2013 года в матче против «Удинезе» дебютировал в чемпионате Италии после травмы Кристиана Аббьяти.
1 сентября 2014 года на правах двухлетней аренды стал игроком клуба Серии Б «Карпи». В сезоне 2014/15 появился на поле в 39 матчах чемпионата и помог команде выйти Серию А. Сезон 2015/16 провёл в аренде в «Наполи», где был дублёром Пепе Рейны. Сыграл в одном матче чемпионата и трёх матчах Лиги Европы УЕФА.
После возвращения из аренды, Васконселос был запасным вратарём и в первой части сезона не играл. В январе 2017 года до конца сезона перешёл по аренде в «Кальяри». Перед началом сезона 2017/18, проиграл борьбу за место в составе и был арендован клубом «Эмполи».

## Международная карьера
Впервые получил вызов в сборную Бразилии в 2010 году в качестве замены Эурелио Гомеса. Его вызов был неожиданным, но тренер Мано Менезес пояснил, что возраст футболиста самый олимпийский. На следующий год Габриэл в качестве основного вратаря стал победителем чемпионате мира по футболу среди молодёжных команд 2011.
15 августа 2012 года дебютировал во взрослом футболе в матче за сборную Бразилии, при этом ещё не имея опыта выступлений на клубном уровне.

## Достижения

### «Крузейро»
- Победитель Лиги Минейро: 2011

### «Карпи»
- Чемпион Серии В: 2014/15

### «Милан»
- Обладатель Суперкубка Италии: 2016

### Бразилия (до 21)
- Чемпионат мира среди молодёжи: 2011
- Чемпион Южной Америки среди молодёжи: 2011
- Серебряный призёр Олимпийских игр: 2012